# Fàbrica de porcellana de Chelsea

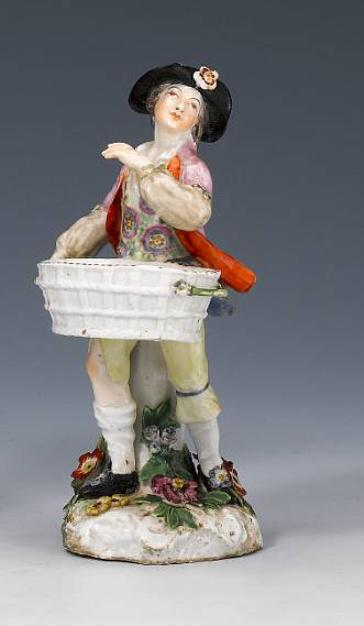
Figura de porcellana d'un venedor ambulant. Fàbrica de porcellana de Chelsea, ca. 1760

La fàbrica de porcellana de Chelsea (fundada als anys 1743-45) és la primera fàbrica de porcellana important d'Anglaterra en els seus inicis feien porcellana tendra, dirigida a l'aristocràcia: uns gerros amb la forma de dues cabres assegudes estan datats del 1745. El director emprenedor n'era Nicholas Sprimont, un plater; actualment hi ha pocs documents que ajudin a reconstruir la història de la fàbrica. Les vaixelles, que han estat produïdes des del 1750, depenen dels models de procellana de Meissen i de prototips de plata.
Chelsea era coneguda principalment per les seves figures. A partir del 1760, la seva inspiració provingué més de la porcellana de Sèvres que la de Meissen.
El 1769 la fàbrica va ser adquirida per William Duesbury, propietari de la fàbrica de porcellana de Derby. El 1784 la fàbrica de Chelsea va ser demolida i els seus motlles, dissenys i obrers van ser transferits a Derby.

## Història
La història de la fàbrica pot ser dividida en quatre períodes segons les marques identificatives a les mercaderies.

### Període del triangle (als voltants de 1743-1749)
Els primers productes duien incís una marca en forma de triangle. La major part de les peces eren blanques i fortament influenciades per dissenys de plata. Els productes més notables d'aquesta era van ser els salers blancs en forma de cranc. Potser la peça més famosa és el gerro Cabra i abella del 1747 que també està basat en un model de plata; se'n van fer còpies a Coalport durant el segle xix.

### Període de l'àncora aixecada (1749-1752)
En aquest període, la pasta i el vidre van ser modificats per produir una superfície més neta, blanca i lleugerament opaca on es pogués pintar. La influència de la porcellana de Meissen és evident en les figures clàssiques entre les ruïnes italianes, escenes del port i adaptacions de Les faules d'Esop de Francis Barlow. Chelsea també produïda figures, ocells i animals inspirats en originals de Meissen. Les flors i els paisatges foren copiats de la porcellana de Vincennes.

### Període de l'àncora vermella (1752-1756)
Els temes Kakiemon (porcellana japonesa) van ser força populars des de les darreries de la dècada de 1740 fins al 1758, inspirats per l'original japonès i més tard per la porcellana de Meissen i de Chantilly. Alguna vaixella decorada amb plantes, copiada de la vuitena edició de The Gardeners Dictionary de Philip Miller (1752) també va ser produïda durant aquest període.

### Període de l'àncora d'or (1756-1769)
La influència de Sèvres era molt forta i el gust per tot el francès estava en augment. El període de l'àncora d'or va poder veure paisatges amb molt de color, propis del Rococó. en els 1750 i 1760s, Chelsea també va ser famós per les seves joguines, entre les quals s'hi podien trobar bomboneres, perfums, étuis, didals i medalles petites inscrites en francès. El 1769 la fàbrica en fallida va ser comprada per William Duesbury de Derby que la va comandar fins al 1784; durant aquest temps les produccions de Chelsea no es poden distingir de les de Derby, per la qual cosa se sol anomenar aquest període com el període "Chelsea-Derby".